# It’s About Time (Jonas Brothers-album)
It's About Time er bandet Jonas Brothers’ debutalbum. Det blev udgivet 8. august, 2006 i USA af deres daværende pladeselskab Columbia Records. Albummet klarede sig godt i den kristne genre. It’s About Time fik en begrænset udgivelse, og der er ikke blevet lavet yderligere eksemplarer, og albummet er derfor en sjældenhed på markedet i dag. Sjældenheden bliver støre af, at albummet ikke længere er tilgængeligt digitalt, og da der er meget få eksemplarer på auktionssider såsom eBay, bliver albummet oftest solgt for en høj pris.

## Sange
1. "What I Go to School For" (Busted cover)
2. "Time For Me to Fly"
3. "Year 3000" (Busted cover)
4. "One Day at a Time"
5. "6 Minutes" (Lyte Funky Ones omkrivning)
6. "Mandy"
7. "You Just Don’t Know It"
8. "I Am What I Am"
9. "Underdog"
10. "7:05"
11. "Please Be Mine"

## Singler
"Mandy" er den første single fra det amerikanske pop band Jonas Brothers fra deres debut album It's About Time. Den blev udgivet som single 27. december 2005.  Sangen havde en musikvideo i tre dele, og opnåede en fjerde plads på TRL.
Sangen blev skrevet om en ven af familien der hedder Mandy. Sangen er også med på Zoey 101: Music Mix, soundtracket til serien Zoey 101, efter at sangen var med i seriens første TV film, Zoey 101: Spring Break-Up.
Sangen opnåede ingen hitliste placering i noget som helst land.

### Musikvideoer
Afsnit 1: Afsnittet starter i en skole (Filmet på Pasadena High School i Pasadena, Californien). Klokken ringer og alle går. Nick lægger mærke til at Mandy tabte sin telefon. Han samler den op og skynder sig gennem gangen. På parkeringspladsen ser han Mandy hænge ud med sin kæreste (spillet af Rodericck Galloway) og hans venner. Nick løber op og giver Mandy hendes telefon. Han går hjem fra skole, da Mandys kæreste ser ham og jagter ham ned af gaden.
Afsnit 2: Nick løber ned af en sidegade og Mandys kæreste stiger ud af bilen for at lede efter ham. De giver op og ser derefter Nick i en bil sammen med hans brødre Joe og Kevin (Kevin kører bilen, Joe sidder i passager siden og Nick bagi). De kører grinende forbi. Senere samme aften, er Mandy og kæresten til ”Prom” og bliver kåret til Konge og Dronning. Brødrene er der også. Hun prøver at gå, men hendes kæreste griber fat i hende og kysser hende på læberne. Hun trækker sig væk og løber udenfor, hvor hun ser Brødrene. De giver hende et lift hjem. Mandys kæreste ser dem køre væk. Hun går ind i sit hus, og Mandy og hendes far begynder at skændes. Mandy løber ud og kæresten og hans venner kører op ved siden af brødrene. Afsnittet ender med Mandy der står og er usikker på hvem hun skal gå sammen med.
Afsnit 3: Dagen efter er Mandy i kærestens bil. Hendes kæreste smadre postkasser med et baseball bat. I skolen giver Mandy sin halskæden tilbage til kæresten, hvorved hun slår op med ham. Hun går ud og finder Joe og Nick siddende ved et træ. Hun går hen til dem, og de begynder at snakke sammen. Hendes ekskæreste ser dette og går over til dem. Mandy løber væk for at finde Kevin. Mandy og Kevin henter hans bil og kører hen hvor Nick og Joe er. Nick og Joe hopper ind i bilen og kører væk. Brødrene samler to piger til op og de vinker alle sammen til Mandys ekskæreste. De tager til en bygning, hvor Brødrene spiller sangen. Afsnittet ender med ”The End?”.

## Promovering og Tour
Den 5. november 2005, tog Jonas Brothers på deres første tour. Den anden tour Jonas Brothers American Club Tour, blev afholdt for at promovere budskabet om ikke at tage stoffer.  Touren blev hovedsageligt spillet på klubber og de sang for meget små publikum, eftersom bandet var mindre kendt dengang. Touren startede 28. januar 2006 og sluttede 3. marts 2006, med 28 shows i alt.
Efter at Columbia Records droppede gruppen, skrev de hurtigt kontrakt med Hollywood. Hollywood fik kun rettighederne til at distribuere "Year 3000," hvilket resulterede i at dette var den sidste single fra albummet. Den blev også genudgivet på gruppens første Hollywood Records album, Jonas Brothers.
På Jonas Brothers’ Look Me in the Eyes Tour spillede de en revideret udgave af "Underdog."

## Medvirkende
- Nick Jonas – Vokal, guitar, keyboard, trommer, klokkespil
- Joe Jonas – Vokal, tamburin, keyboard, guitar
- Kevin Jonas – Guitar, kor
- John Taylor – Guitar
- Greg Garbowsky – bas